# Valentina de Angelis
Valentina de Angelis é uma atriz norte-americana. Atuou em 2003 no filme Fora do Mapa ao lado de Joan Allen, Sam Elliott e J.K. Simmons. Participou em 2009 de cinco episódios da série Gossip Girl como "Carmen Fortier".   

## Filmografia
| Filmes      | Filmes                         | Filmes                       | Filmes      |
| Ano         | Título Original                | Título (Brasil)              | Papel       |
| ----------- | ------------------------------ | ---------------------------- | ----------- |
| 2003        | Off the Map                    | Fora do Mapa                 | Bo Groden   |
| 2005        | Liminality                     | Liminality                   | Jenni       |
| 2010        | Camp Hope                      | Camp Hope                    | Melissa     |
| 2010        | Bereavement                    | Bereavement                  | Melissa     |
| 2010        | The Funeral Party              | The Funeral Party            | Maya        |
| 2010        | It's Kind of a Funny Story     | It's Kind of a Funny Story   | Jenna       |
| Séries      |                                |                              |             |
| Ano         | Título                         | Papel                        | Notas       |
| 2006        | Love Monkey                    | Garota                       | 1 episódio  |
| 2005 / 2008 | Law & Order                    | Katie Conlan / Rebecca Rossi | 2 episódios |
| 2009        | CSI: Crime Scene Investigation | Rio                          | 1 episódio  |
| 2009        | Gossip Girl                    | Carmen Fortier               | 5 episódios |
| 2010        | As the World Turns             | Faith Snyder                 | 6 episódios |
| 2011        | Blue Bloods                    | Nikolina                     | 1 episódio  |